# ND CHOW
ND CHOW（アンディ・チャオ、生年非公表 - ）は、シンガポール出身で、日本を拠点として活動する写真家。

## 経歴
- 1998年から2000年にかけて、2年間にわたり、ドキュメンタリーを撮影しながら世界各地を旅した[1][2]、「肖像写真家としての成功を目指し」2000年に東京に定住して働き始めた[3]。
- 2003年に独立[1]。
- 2004年、小澤征爾率いるサイトウ・キネン・オーケストラのヨーロッパ演奏旅行のフォトルポルタージュ『小澤征爾サイトウ・ キネン・オーケストラ欧州を行く』で写真を担当した（文章は一志治夫）[3]。
- 2008年以降は深田恭子、堀北真希、綾瀬はるかなど、数多くの女優の写真集などを手がける。以降、ファッション雑誌や広告写真、写真集などの分野で活動している[1][3]。
- 2013年には、1998年から2000年に撮影した写真から構成した写真集『ROOTS』を発表した。

## おもな写真集
- 2004年
  - （一志治夫 著）小澤征爾サイトウ・キネン・オーケストラ欧州を行く、小学館
- 2008年
  - （田中美保 著）Photo letter、スタイライフ
  - 25才：深田恭子写真集、角川ザテレビジョン
  - S：堀北真希写真集、マガジンハウス
  - （橋本麗香 著）Color：Reika Hashimoto、スタイライフ
- 2011年
  - NOUVELLES：佐藤健写真集、マガジンハウス
- 2012年
  - Blue Moon：深田恭子写真集、ワニブックス
  - Ray：壇れい写真集、マガジンハウス
  - （綾瀬はるか 著）HARUKA：綾瀬はるかフォトブック、講談社
- 2013年
  - I LOVE YOU：酒井若菜写真集、ワニブックス
  - 16：高月彩良写真集、ワニブックス
  - （ND CHOW 著）ROOTS、マガジンハウス
  - Dramatic：堀北真希写真集、マガジンハウス
- 2014年
  - Hello,Goodbye：安齋ららヌード写真集、集英社
  - Down to earth：深田恭子写真集、ワニブックス
  - MOMENTO：綾瀬はるか写真集、集英社
  - （深田恭子 著）〈un〉 touch、講談社
  - ALICE：広瀬アリス写真集、角川メディアハウス
  - Document：綾瀬はるかフォトブック、 KADOKAWA
  - Love is：しほの涼写真集、小学館
- 2015年
  - 抱きしめたい：小瀬田麻由写真集、イーネット・フロンティア
  - dear：大野いと写真集、ワニブックス、
  - Down to earth another：深田恭子写真集、ワニブックス
  - Melia：石橋杏奈写真集、ワニブックス
- 2016年
  - AKUA：深田恭子写真集、集英社
  - Nu season：深田恭子写真集、ワニブックス
  - This is Me：深田恭子写真集、集英社